# Калварио (Кампобасо)
Калварио је насеље у Италији у округу Кампобасо, региону Молизе.
Према процени из 2011. у насељу је живело 86 становника. Насеље се налази на надморској висини од 697 м.